# Росица Караджова
Росица Стефанова Караджова е българска актриса, танцьор, сценарист и филмов продуцент, родена на 21 юли 1992 г. в гр. Хасково. При раждането ѝ, докторите установяват 80% наследствена глухонемота. Работи професионално като танцьор в шоу програми и концерти. Гостува на различни медии.

## Образование
Завършва средното си образование в ПГЛП „Райна Княгиня“ – гр. Хасково. През 2013 г. преминава обучение в Англия за обновяване на жестуно, а през 2014 г. преминава стаж по хореография във Фондация „Арт Таймс“.
През 2016 г. завършва с отличие в НБУ висше образование специалност „Театър“ и следва по още две специалности:
- „Актьорско майсторство“ – III курс
- „Кино и телевизия“ – III курс

## Биография и творчество
Росица танцува в групата за модерни танци при РД на Глухите – гр. Хасково от 6-годишна, а от 10-годишна – в групата за народни танци „Славяни“ – гр. Хасково.
През 2013 г., по повод 100-годишнината от изтреблението на тракийските българи в Беломорска тракия през 1913 г., тя пише сценарий за игрален филм, озаглавен „Армаган – долината на смъртта“. Филмът пресъздава историческите събития от това време. Сценарият получава одобрение от Тракийските дружества в България и те създават кампания за финансиране на филма.

### Отличия
- 2015 г. – Специален стипендиант на Съюза на артистите в България на церемонията по връчване на наградите „Икар“[3][4].
- 2011 г. – Получава почетен медал за особени заслуги – най-високото отличие на Съюза на глухите в България.
- 2011 г. – Получава специалната стипендия за млади писатели и таланти от Министерство на културата[5].
- 2011 г. – Получава номинация за млад сценарист и наградата за сценарий на „Тракийско дружество“ на конкурса „Южна пролет“.
- 2010 г. – Носителка на титлата „Мис Тишина“'2010 – България. Заема шесто място на конкурса „Мис Свят Тишина“[6].
- 2009 г. – Печели титлата „Мис Планина“ на СГБ.

### Роли в театъра, телевизията и киното
| Година | Заглавие                                        | Бележки                                               |
| ------ | ----------------------------------------------- | ----------------------------------------------------- |
| 2015   | Постановка „Двама бедни румънци“                | Театрална работилница „Сфумато“                       |
| 2015   | Постановка „Домът на Бернарда Алба“             |                                                       |
| 2014   | Късометражен игрален филм „Послушай сърцето си“ | Заснет и представен в НБУ                             |
| 2014   | Късометражен игрален филм „Красавицата и звяра“ | Номиниран на филмовия фестивал „Jameson“              |
| 2013   | Игрален филм „Живи легенди“                     |                                                       |
| 2013   | Постановка „Една нощ с Шехерезада“.             | Полуфинал на телевизионното шоу „Турция търси талант“ |
| 2013   | Постановка „Целувката“                          | Университетски театър на НБУ                          |
| 2012   | Рекламна кампания на ТВ7 „Сбъдни мечтите си“.   |                                                       |
| 2012   | Рекламен късометражен филм „Ритъмът на сърцето“ | Росица сама продуцира и финансира проекта.            |
| 2012   | Постановка „Антигона – от щастие към нещастие“  | Университетски театър на НБУ                          |
| 2011   | Телевизионен конкурс „Танцувай с мен“ по БТВ    |                                                       |
| 2010   | Телевизионно шоу „Байландо“                     | Финал на първото издание на „Байландо“                |

### Издадени книги
| Година | Заглавие на романа   | Издателство | Бележки                                                          |
| 2016   | „Следи от сълзи“     | Сиела       | В предпечат.                                                     |
| 2011   | „Ритъмът на сърцето“ | Сиела       | Дебютен роман, който Росица адаптира в сценарий за игрален филм. |

## Социални ангажименти
- От септември 2015 г. е Председател на МОСГБ (Младежка организация към Съюза на глухите в България).
- През 2014 г. е приета в ръководството на EUDY (Европейска младежка организация за глухите).
- През 2014 г. става част от екипа на фондация „Глухи без граници“ и на фондация „Ние Ви чуваме“.
- През 2014 г. участва в кампанията на МОСГБ „Подарете усмивка на Ридван“, помогнала за събиране на средствата за лечението му от рак.[16]
- През 2013 г. е участник в проекта „Различните“ на списание „ELLE“.[17]
- Участвала е на 9 фестивала на Съюза на глухите в България (1999, 2001, 2003, 2005, 2007, 2009, 2011, 2013, 2015 г.).
- Редовен участник в „Специализирано предаване за хора с увреден слух“ на БНТ.[18]
- Участва в семинари и обучения в Македония (2012 г.), Полша (2013 г.) и Турция (2013 г.), свързани с интеграцията на инвалидите.